# Tajná rada
Tajná rada (německy Geheimer Rath) byl jeden ze tří centrálních orgánů nově vznikajícího habsburského soustátí. Zřídil ji 1. ledna 1527 Ferdinand I. Habsburský společně s dvorskou komorou a dvorskou radou vojenskou.
Když roku 1526 začali Habsburkové vládnout zároveň v českém, uherském státě a rakouských zemích, začal panovník Ferdinand I. usilovat o vytváření společných institucí. Využil samostatného postavení panovníka ve věcech zahraničních, finančních a vojenských a zřídil při svém dvoře pro tyto oblasti výše zmíněné orgány, které nejprve měly pro státní aparát český, uherský a rakouský připravovat stejná opatření a sledovat jejich souhlasné provádění, avšak jejich vliv s dalším vývojem stále vzrůstal. Tři státní celky spojené pod vládou Habsburků tak měly nadále sledovat tutéž mezinárodní politiku, společně se bránit proti nepříteli a měly mít společné finanční prostředky na společnou obranu a společné mezinárodní vystupování. Zřízení těchto orgánů bylo předzvěstí skutečnosti, že personální unie se začíná přetvářet v unii reálnou.
Tajná rada byla zřízena jako kolegium bez jasně vymezené kompetence, měla být všeobecným poradním orgánem panovníka, bez rozhodovací pravomoci. Zpočátku byl počet členů malý (3 až 5), občas jejím zasedáním předsedal panovník, jinak nejprve (do roku 1538) dvorský kancléř a potom dvorský hofmistr (Obersthofmeister). Vedle něj byli na základě svého úředního postavení členy dvorský maršálek a zmíněný dvorský kancléř. Členové byli většinou Němci a šlechtici, ale občas i učení právníci. Český kancléř byl pouze mimořádným členem (von Haus aus), volaný jen ke zvláštním případům. V pozdější době se stalo zvykem udělovat hodnost tajných radů jako pouhý titul bez skutečného členství v tomto orgánu.
Ač se původně jednalo o orgán bez jasně vymezené pravomoci, jeho vliv přirozeným vývojem začal růst. Později byla tajná rada nazývána duší habsburské vlády. Dle rad tajných radů vykonávali Habsburkové vládu, jak v zemích habsburského mocnářství, tak i v německé říši. Soustřeďovala se v ní zejména agenda mezinárodních styků a zahraniční politiky, ale rozsah projednávaných záležitostí býval často mnohem širší, projednávaly se zde dokonce i osobní a rodinné záležitosti panovníka, nebo zde byla přezkoumávána usnesení dvorské rady vojenské a dvorské komory. Fakticky byla nadřízena i nejvyšším českým úřadům, protože než král o českých návrzích rozhodl, byly nejprve projednány v tajné radě.
Maxmilián II. neměl tento úřad příliš v oblibě, význam tajné rady vzrostl až za vlády Rudolfa II. a Matyáše II. Za panování Rudolfa II. vládla v podstatě rada sama a zasahovala do všech oblastí politiky a správy. Roku 1611 stál v čele rady direktor a členů bylo deset. Za vlády Leopolda I. měla rada přes 60 členů. Při takovém počtu bylo naprosto nepraktické svolávat tento orgán k jednání v plénu (t. j. v plném počtu). Proto byly vytvořeny konference a deputace, tedy jakési užší výbory radů. V jedné z těchto konferencí se už za Leopolda I. soustředila hlavní část agendy a začala být nazývána stálou tajnou konferencí. V průběhu 18. století se i stálá tajná konference přežila a roku 1760 Marie Terezie zrušila celou tajnou radu i s jejími konferencemi a deputacemi a zřídila nový poradní orgán, tzv. státní radu. Státní rada byla organizována odlišně než předchozí tajná rada. Jestliže do tajné rady byli jmenováni zejména dvorští hodnostáři, významní preláti a šlechticové, tak státní rada byla koncipována jako byrokratický orgán, skládala se ze tří ministrů, tří státních radů a jednoho stálého referendáře a také jí už nenáležely zahraniční věci.